# Anoxia lodosi
Anoxia lodosi är en skalbaggsart som beskrevs av Baraud 1990. Anoxia lodosi ingår i släktet Anoxia och familjen Melolonthidae. Inga underarter finns listade i Catalogue of Life.